# Rhodesiella flavitarsis
Rhodesiella flavitarsis är en tvåvingeart som beskrevs av Curtis W. Sabrosky 1957. Rhodesiella flavitarsis ingår i släktet Rhodesiella och familjen fritflugor. Inga underarter finns listade i Catalogue of Life.